# جورجو براکاردی
جورجو براکاردی (ایتالیایی: Giorgio Bracardi؛ زادهٔ ۳ مه ۱۹۳۵) بازیگر اهل ایتالیا است.
از فیلم‌هایی که وی در آن نقش داشته‌است، می‌توان به محافظ شخصی، خدمتکار، گردشگران را اغوا می‌کند، همسفر، خامه، شکلات و… پاپریکا، دربان برهنه، بیست‌ساله بودن، جو موزفروش و راننده‌کامیون‌ها اشاره کرد.